# Terapia primal
La terapia primal ("primal" en inglés significa "primitiva", "originaria") es una forma de psicoterapia creada por Arthur Janov, a partir del tratamiento de los traumas profundos provenientes de la primera infancia.
De acuerdo con Janov, la neurosis es causada por los dolores reprimidos, resultado de los traumas de la infancia. Según afirma el autor, el dolor que se reprime puede ser sacado a la conciencia, para ser re-experimentado el incidente traumático de la infancia y para expresar plenamente el consiguiente dolor; volver a experimentar los traumas y expresar los sentimientos dolorosos largamente enterrados permite la resolución de los síntomas neuróticos.
Janov sostiene que en la terapia primal, los pacientes se encuentran sus verdaderas necesidades y sentimientos en el proceso de experimentar todo su dolor. El término "dolor" se refiere en la teoría general a cualquier angustia emocional y a sus supuestos efectos psicológicos a largo plazo.
Janov escribió su primer libro sobre terapia primal, The Primal Scream, en 1970. La terapia primal captó la atención del público después de que el ex-Beatle John Lennon iniciara un tratamiento de la misma con Arthur Janov. Sus experiencias en esta terapia tuvieron gran influencia en el álbum en solitario de 1970 del artista, John Lennon/Plastic Ono Band. Otra personalidad que se sintió atraída por las ideas de Janov fue el director sueco Ingmar Bergman, cuya película de 1976 "Cara a Cara" fue inspirada por la lectura, 'entusiasta pero mal digerida', según cuenta en sus memorias, del "El Grito Primal". Incluso llegó a reunirse con Janov en un viaje que realizó a Los Ángeles por aquellos años.

## Críticas
La terapia primal no ha conseguido una amplia aceptación en la psicología. Ha sido criticada con frecuencia por carecer de estudios de resultados para corroborar su efectividad. Es considerada como una de las formas menos meritorias de la psicoterapia y ha sido clasificada en 2006 en la encuesta Delphi de la Asociación Estadounidense de Psicología como "desacreditada".
La terapia primal ha sido criticada a veces acusándola de superficial, fácil, simplista, o de moda.